# Фікус священний
Фікус священний (Ficus religiosa) — вид рослин з роду фікус родини шовковицевих.

## Ботанічний опис
Гілки сильні, сіруватого кольору. Листки серцеподібні, розміром 8–12 см, із гладкими краями та довгим краплеподібним вістрям. Прожилки листка видні чітко. Суцвіття у формі казанка дають неїстівні плоди, які при дозріванні стають фіолетовими.

## Поширення
Розповсюджений у Індії, південно-західному Китаї, Непалі, Шрі-Ланці, та країнах півострова Індокитай.

## У релігії
У індуїзмі та буддизмі дерево вважається священним, оскільки під його кроною Будда досяг просвітлення. У буддистів відоме під назвою Дерево Бодгі. Також відоме під назвою «піпал».

## Використання у народній медицині
Ficus religiosa використовується у народній медицині від приблизно 50 видів розладів, включаючи астму, діабет, діарею, епілепсію, шлункові проблем, запальні захворювання, інфекційні та сексуальні розлади.

## Gallery

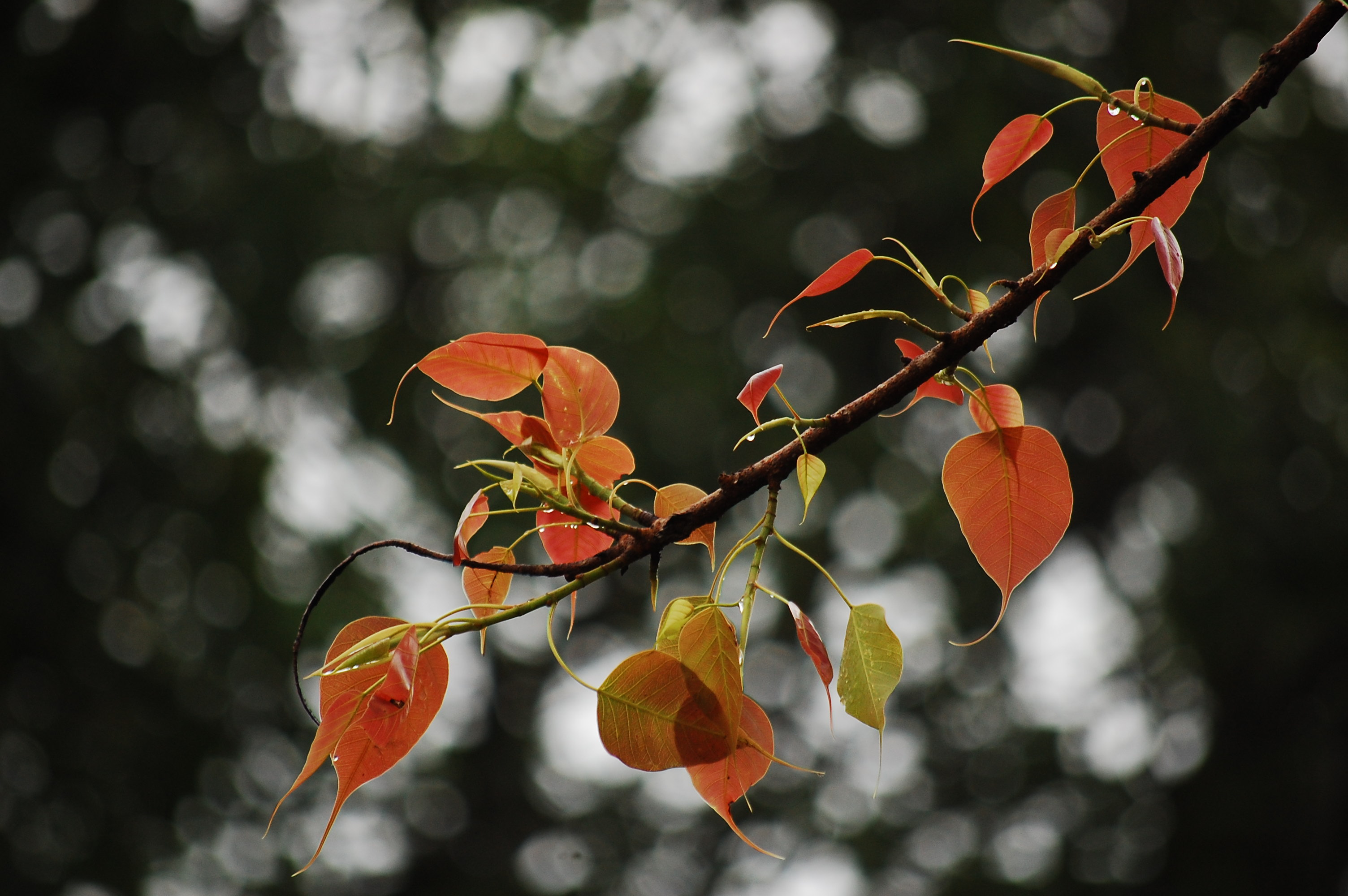
Молоді листочки Ficus religiosa
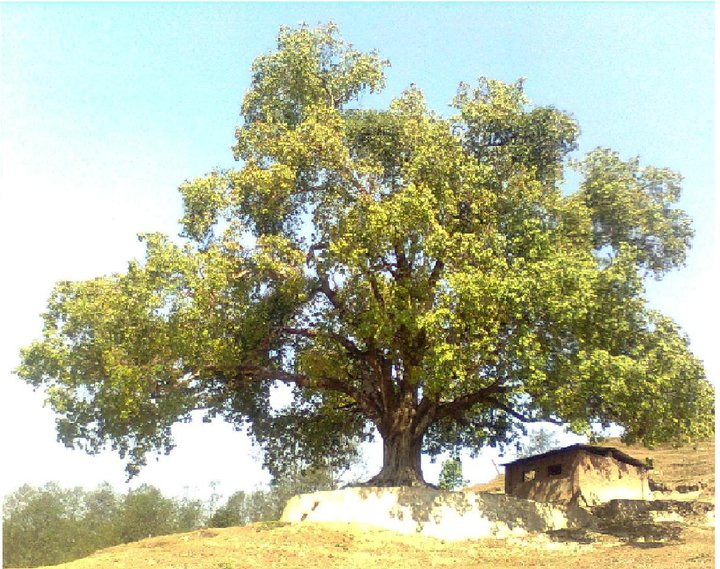
200-річне дерево фікуса священного у Непалі з діаметром крони близько 17 метрів
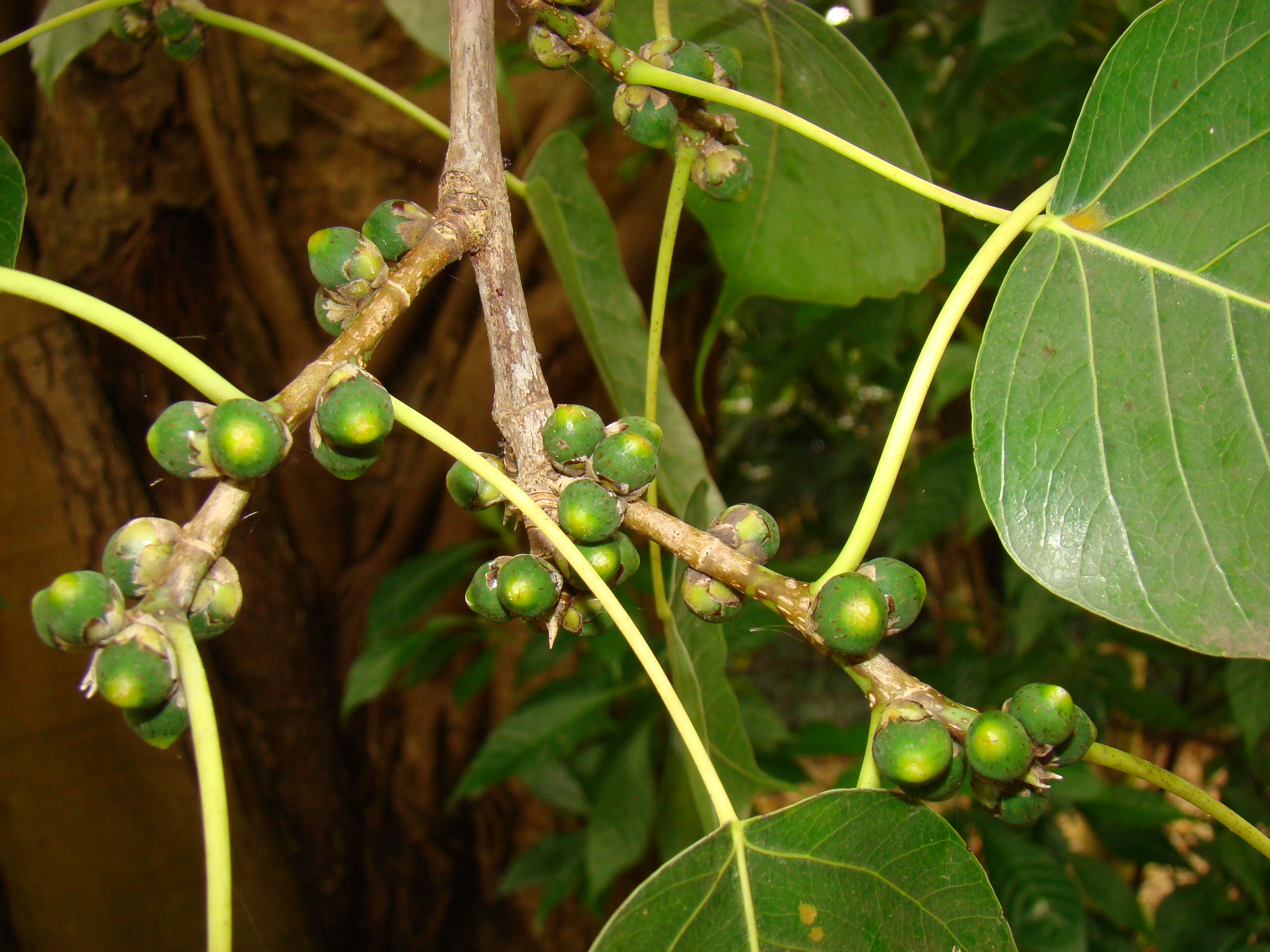
Плоди фікуса священного
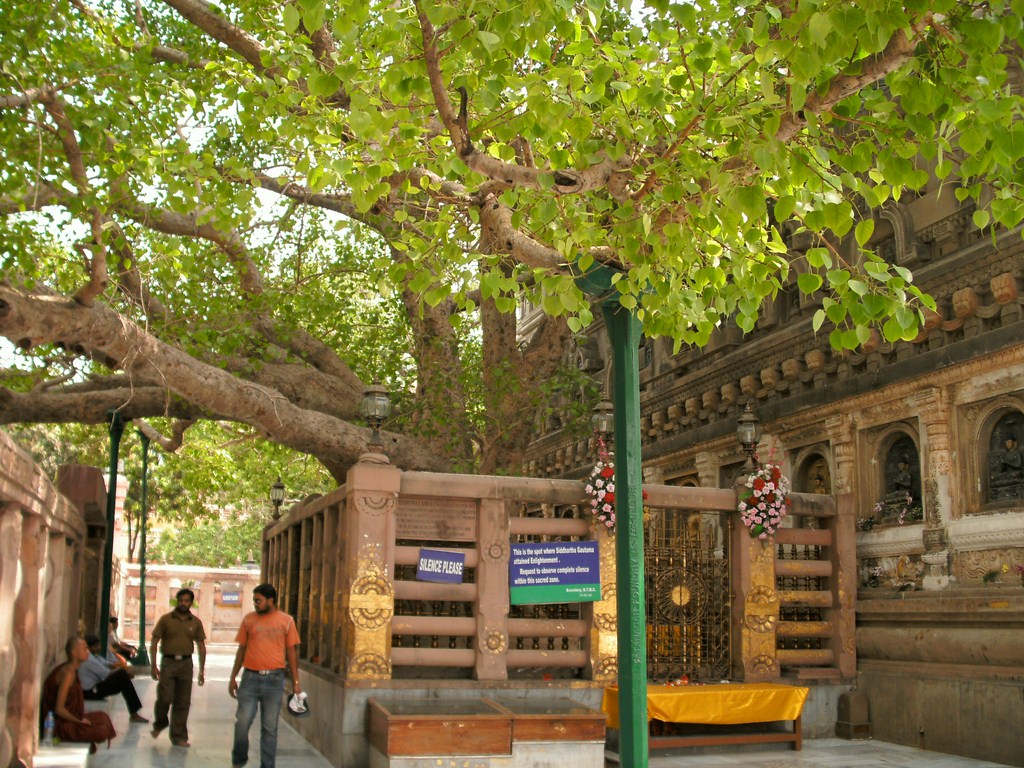
Дерево Бодгі на території Храму Махабодхі